# قطورغو (شهرستان توپ)
قطورغو (به لاتین: Kuturgu) یک روستا در قرقیزستان است که در شهرستان توپ واقع شده‌است. قطورغو ۱٬۶۸۷ نفر جمعیت دارد و ۱٬۶۶۹ متر بالاتر از سطح دریا واقع شده‌است.